# مفوضية فون دير لاين الأولى
مفوضية فون دير لاين هي المفوضية الأوروبية الحالية، تولت مسؤولياتها منذ 1 كانون الأول / ديسمبر 2019 وستستمر حتى انتخابات 2024. ترأسها أورسولا فون دير لاين، التي ترأس مفوضية مكونة من مفوض واحد عن كل دولة عضو في الاتحاد الأوروبي، باستثناء ألمانيا التي تمثلها فون دير لاين.
كان من المقرر أن تتولى المفوضية مهامها في 1 تشرين الثاني / نوفمبر 2019، ولكن فقد المفوضون الفرنسيون والهنغاريون والرومانيون التصويت في البرلمان الأوروبي في أوائل تشرين الأول / أكتوبر 2019، لذلك كان لابد من اختيار المفوضين الجدد من بين تلك الدول الأعضاء الثلاثة من قبل الرئيس المنتخب ثم تأكيد البرلمان لهذا الاختيار. تمت هذه العملية في تشرين الثاني / نوفمبر 2019 وتولت المفوضية مهامها بالكامل في 1 كانون الأول / ديسمبر 2019.

## أعضاء المفوضية
| المفوض                | صورة | الحقيبة                                                                         | الحزب الأوروبي (الحزب الوطني) | الحزب الأوروبي (الحزب الوطني)  | جنسية المفوض   | تاريخ الترشيح الرسمي                         | المرجع                           |
| --------------------- | ---- | ------------------------------------------------------------------------------- | ----------------------------- | ------------------------------ | -------------- | -------------------------------------------- | -------------------------------- |
| أورسولا فون دير لاين  |      | الرئيس                                                                          |                               | EPP (CDU)                      | ألمانيا        | 2 تموز / يوليو 2019 (من قبل المجلس الأوروبي) | [ 6 ] [ 7 ]                      |
| فرانس تيمرمانز        |      | الصفقة الأوروبية الخضراء (النائب الأول للرئيس ونائب رئيس تنفيذي) التغير المناخي |                               | PES (PvdA)                     | هولندا         |                                              | [ 6 ] [ 7 ]                      |
| مارغريت فيستاجر       |      | التحول الرقمي في أوروبا (نائب رئيس تنفيذي) المنافسة                             |                               | ALDE (B)                       | الدنمارك       | 1 آب / أغسطس 2019                            | [ 6 ] [ 7 ] [ 8 ] [ 9 ]          |
| فالديس دومبروفسكيس    |      | اقتصاد يتناسب مع الشعب (نائب رئيس تنفيذي) التجارة                               |                               | EPP (V ‏)                       | لاتفيا         | 23 تموز / يوليو 2019                         | [ 6 ] [ 7 ] [ 10 ]               |
| جوزيب بوريل           |      | الشؤون الخارجية والسياسة الأمنية (نائب الرئيس)                                  |                               | PES (PSOE)                     | إسبانيا        |                                              | [ 6 ] [ 7 ] [ 11 ] [ 12 ] [ 13 ] |
| ماروش شيفوفيتش        |      | العلاقات المؤسساتية والرؤية (نائب الرئيس)                                       |                               | PES (Smer-SD ‏)                 | سلوفاكيا       | 19 تموز / يوليو 2019                         | [ 6 ] [ 7 ] [ 14 ]               |
| فيرا جوروفا           |      | القيم والشفافية (نائب الرئيس)                                                   |                               | ALDE (ANO)                     | جمهورية التشيك |                                              | [ 7 ] [ 15 ]                     |
| دوبرافكا زويكا        |      | الديمقراطية والديمغرافيا (نائب الرئيس)                                          |                               | EPP (HDZ)                      | كرواتيا        |                                              | [ 7 ] [ 16 ]                     |
| مارغريتيس شيناس       |      | الترويج لطريقة الحياة الأوروبية (نائب الرئيس)                                   |                               | EPP (ND)                       | اليونان        | 23 تموز / يوليو 2019                         | [ 7 ] [ 17 ] [ 18 ]              |
| يوهانس هان            |      | الموازنة والإدارة                                                               |                               | EPP (ÖVP)                      | النمسا         | 22 تموز / يوليو 2019                         | [ 7 ] [ 19 ] [ 20 ]              |
| ماريا غابرييل         |      | الابتكار والبحث والثقافة والتعليم والشباب                                       |                               | EPP (GERB)                     | بلغاريا        | 23 تموز / يوليو 2019                         | [ 6 ] [ 7 ] [ 21 ]               |
| نيكولا شميت           |      | الوظائف والحقوق الاجتماعية                                                      |                               | PES (LSAP)                     | لوكسمبورغ      |                                              | [ 6 ] [ 7 ]                      |
| باولو جينتيلوني       |      | الاقتصاد                                                                        |                               | PES (PD)                       | إيطاليا        | 5 أيلول / سبتمبر 2019                        | [ 7 ] [ 22 ]                     |
| يانوش فويتشوفسكي      |      | الزراعة                                                                         |                               | ECR ‏ (PiS)                     | بولندا         |                                              | [ 7 ] [ 23 ]                     |
| إليسا فيريرا ‏         |      | التماسك والإصلاحات                                                              |                               | PES (PS)                       | البرتغال       |                                              | [ 7 ] [ 24 ] [ 25 ]              |
| أوليفر فاريلي ‏        |      | الجوار والتوسع                                                                  |                               | EPP (مستقل على المستوى الوطني) | المجر          |                                              | [ 6 ] [ 7 ]                      |
| ستيلا كيرياكيدو       |      | الصحة                                                                           |                               | EPP (DISY)                     | Cyprus         | 23 تموز / يوليو 2019                         | [ 6 ] [ 7 ] [ 26 ]               |
| ديدييه رايندرز        |      | العدالة                                                                         |                               | ALDE (MR ‏)                     | بلجيكا         |                                              | [ 7 ] [ 27 ]                     |
| أدينا إيوانا فولان ‏   |      | النقل                                                                           |                               | EPP (PNL)                      | رومانيا        |                                              | [ 7 ] [ 28 ]                     |
| هيلينا دالي ‏          |      | المساواة                                                                        |                               | PES (PL)                       | مالطا          |                                              | [ 7 ] [ 29 ]                     |
| تيري بريتون           |      | Internal Market                                                                 |                               | مستقل                          | فرنسا          | 24 تشرين الأول / أكتوبر 2019                 | [ 7 ] [ 30 ]                     |
| إيلفا يوهانسون ‏       |      | الشؤون الداخلية                                                                 |                               | PES (S)                        | السويد         |                                              | [ 7 ] [ 31 ]                     |
| جانيز لينارتشيتش ‏     |      | Crisis Management                                                               |                               | ALDE (مستقل)                   | سلوفينيا       | 26 تموز / يوليو 2019                         | [ 7 ] [ 32 ] [ 33 ]              |
| يوتا أوربيلاينن       |      | الشراكات الدولية                                                                |                               | PES (SDP)                      | فنلندا         | 22 تموز / يوليو 2019                         | [ 7 ] [ 34 ] [ 35 ]              |
| كادري سيمسون          |      | الطاقة                                                                          |                               | ALDE (KESK)                    | إستونيا        | 22 تموز / يوليو 2019                         | [ 7 ] [ 36 ] [ 37 ]              |
| فيرجينيجوس سينكفيسيوس |      | البيئة والمحيطات ومصايد الأسماك                                                 |                               | مستقل (LVŽS ‏)                  | ليتوانيا       |                                              | [ 7 ] [ 38 ]                     |
| مايرد ماغينيس         |      | الاستقرار المالي والخدمات المالية واتحاد أسواق رأس المال                        |                               | EPP (FG)                       | أيرلندا        | 8 أيلول / سبتمبر 2020                        | [ 39 ]                           |

### التغيرات
- 26 آب / أغسطس 2020: بعض فضيحة غولف غايت  [لغات أخرى]‏ والجدل حول رحلاته في أيرلندا في الأسابيع السابقة، والذي يتعارض مع إرشادات كوفيد-19 الأيرلندية، استقال المفوض التجاري فيل هوغن.[40]
- 7 تشرين الأول / أكتوبر 2020: البرلمان الأوروبي يوافق على ترشيح أيرلندا لمايرد ماغينيس لتحل محل هوغن وتصبح عضواً في المفوضية.[41]

## الملاحظات
1. ↑  لم يتم تقديم أي مرشحين من المملكة المتحدة[4][5]